# Stanisław Różewicz
Stanisław Różewicz (Radomsko, 16 agosto 1924 – Varsavia, 9 novembre 2008) è stato un regista e sceneggiatore polacco.
Dopo aver iniziato come assistente alla regia nei film di Jerzy Zarzycki e Jan Rybkowski, ha diretto più di 30 film in oltre 50 anni di carriera. Ha ottenuto riconoscimenti nazionali e internazionali per i suoi film, tra i quali due Premi d'Argento al Festival cinematografico internazionale di Mosca nel 1967 per  Wehrmacht ora zero (Westerplatte) e nel 1985 per Kobieta w kapeluszu.

## Biografia
Fratello minore del poeta Tadeusz Różewicz, Stanisław Różewicz viene coinvolto in attività clandestine in seguito all'invasione dell'esercito nazista nel 1939. Dopo la fine della Seconda guerra mondiale, e poco dopo aver superato l'esame di maturità, si trasferisce a Łódź: qui diventa assistente di Jerzy Zarzycki per i film Zdradzieckie serce (1947) e Nawrócony (1948), nonché per Robinson warszawski che subisce notevoli interferenze da parte della censura e viene distribuito con il titolo Miasto nieujarzmione (1950). Dirige, insieme a Jan Rybkowski, i film Warszawska premiera (1950) e Pierwsze dni (1951). Il suo primo film documentario, intitolato Ulica Brzozowa (1947), realizzato insieme a Wojciech Has, affronta il tema delle tragiche condizioni di vita degli abitanti dell'omonima via di Varsavia; il film viene bloccato dalla censura a causa del suo messaggio eccessivamente pessimistico. 
Nel 1953 Różewicz scrive la sceneggiatura del film Trudna miłość (1953). Il film, in linea con la poetica del realismo socialista, è un insuccesso di critica e di pubblico a causa del soggetto rurale, ampiamente strumentalizzato durante il periodo staliniano. Dopo aver pensato di abbandonare la professione, si dedica al film Trzy kobiety (lett. "Tre donne"), collaborando con il fratello Tadeusz e lo scrittore Kornel Filipowicz: le tre donne protagoniste sono sopravvissute ai campi di concentramento e ritrovano la loro strada nella realtà polacca del dopoguerra con diversi gradi di successo. 
Nel 1955 diventa docente presso la Scuola nazionale di cinema, televisione e teatro Leon Schiller di Łódź, incarico che mantiene fino al 1971. Tra i suoi allievi figurano Roman Polański, Roman Załuski, Wojciech Marczewski e Janusz Majewski. 
Il primo grande riconoscimento di Różewicz arriva con il film Świadectwo urodzenia (1961) che si concentra sulle diverse esperienze di bambini orfani la cui tragedia è stata causata dalla Seconda guerra mondiale. Il film vale a Różewicz il Premio FIPRESCI a Cannes. 
È del 1967 il film Wehrmacht ora zero, una ricostruzione della battaglia della Westerplatte: Różewicz enfatizza il coraggio e il sacrificio dei soldati polacchi, ma allo stesso tempo schiva la mitizzazione di questo episodio. Il film riceve il Premio d'Argento al Festival cinematografico internazionale di Mosca. 
Nel 1984 dirige il film Kobieta w kapeluszu che gli vale un Premio d'Argento al Festival internazionale di Mosca. Nel 1989 Różewicz dirige il suo ultimo lungometraggio, Nocny gość, sul poeta francese François Villon. In seguito, a causa dei disordini e le rivoluzioni del 1989, chiude la sua carriera di regista.

## Filmografia

### Regista
- Ulica Brzozowa (1947)
- Warszawska premiera (1951)
- Trudna miłość (1954)
- Godziny nadziei (1955), co-regia con Jan Rybkowski
- Trzy kobiety (1957)
- Wolne miasto (1958)
- Miejsce na ziemi (1960)
- Świadectwo urodzenia (1961)
- Głos z tamtego świata (1962)
- Echo (1964)
- Piwo (1965)
- Pieklo i niebo (1966)
- Wehrmacht ora zero (Westerplatte) (1967)
- Komedie pomyłek (1968)
- Samotność we dwoje (1969)
- Mąż pod łóżkiem (1970)
- Romantyczni (1970)
- Szklana kula (1972)
- Drzwi w murze (1973)
- Opadły liście z drzew (1975)
- Pasja (1978)
- Postkarten (1979)
- Na melinę (1981)
- Spotkanie wśród gwiazd (1981)
- Ryś (1982)
- Pensja pani Latter (1983)
- Kobieta w kapeluszu (1984)
- Anioł w szafie (1988)
- Diabeł (1988)
- Nocny gość (1989)